# Бремен
Бре́мен (нем. Bremen [ˈbʁeːmən], произношениео файле) — город на северо-западе Германии.
Бремен вместе с приморским портом Бремерхафен образует землю Вольный ганзейский город Бремен. C населением 552 000 жителей (2015) входит в десятку самых населённых городов Германии.

## География
Бремен расположен на обоих берегах реки Везер, приблизительно в 60 км от того места, где она впадает в Северное море. В старом городе Средний Везер переходит в Нижний и далее расширяется, образуя бременскую гавань. Область, лежащая слева от Нижнего Везера, носит название Везермарш. Справа расположен так называемый «Сырой треугольник» (нем. Nasses Dreieck) — болотистая равнина между устьями Эльбы и Везера. Протяжённость города составляет 38 км в длину и 16 км в ширину. Длина его границ — 136,5 км.
Бремен со всех сторон окружён Нижней Саксонией. На западе он граничит с городским округом Дельменхорст (75 672 жителей) и районом Везермарш (93 725 жителей), включающим посёлки Лемвердер, Берне и Эльсфлет, на севере — с районом Остерхольц (112 587 жителей), включающим посёлки Шваневеде, Риттерхуде и Лилиенталь, Дипхольц (215 648 жителей), включающим посёлки Вайхе и Штур. Кроме того, на западе находится город Ольденбург (158 600 жителей), а на севере — город Бремерхафен (116 672 жителей). Все эти населённые пункты образуют городскую агломерацию, численностью 1 511 198 человек, из которых около 115 тысяч ежедневно отправляются на работу в Бремен, что составляет 48 % от всего бременского рынка занятости.

### Административное деление
Город Бремен состоит из 5 городских районов: Север, Юг, Запад, Восток, Центр (нем. Nord, Süd, West, Ost, Mitte).
См. также: Административное деление земли Бремен

## История
Бремен основан Карлом Великим в 787 году после покорения саксов, в качестве резиденции епископа, призванного обратить местных жителей в христианство. Построен на дюнах, тянувшихся вдоль правого берега реки Везер, у переправы через неё.

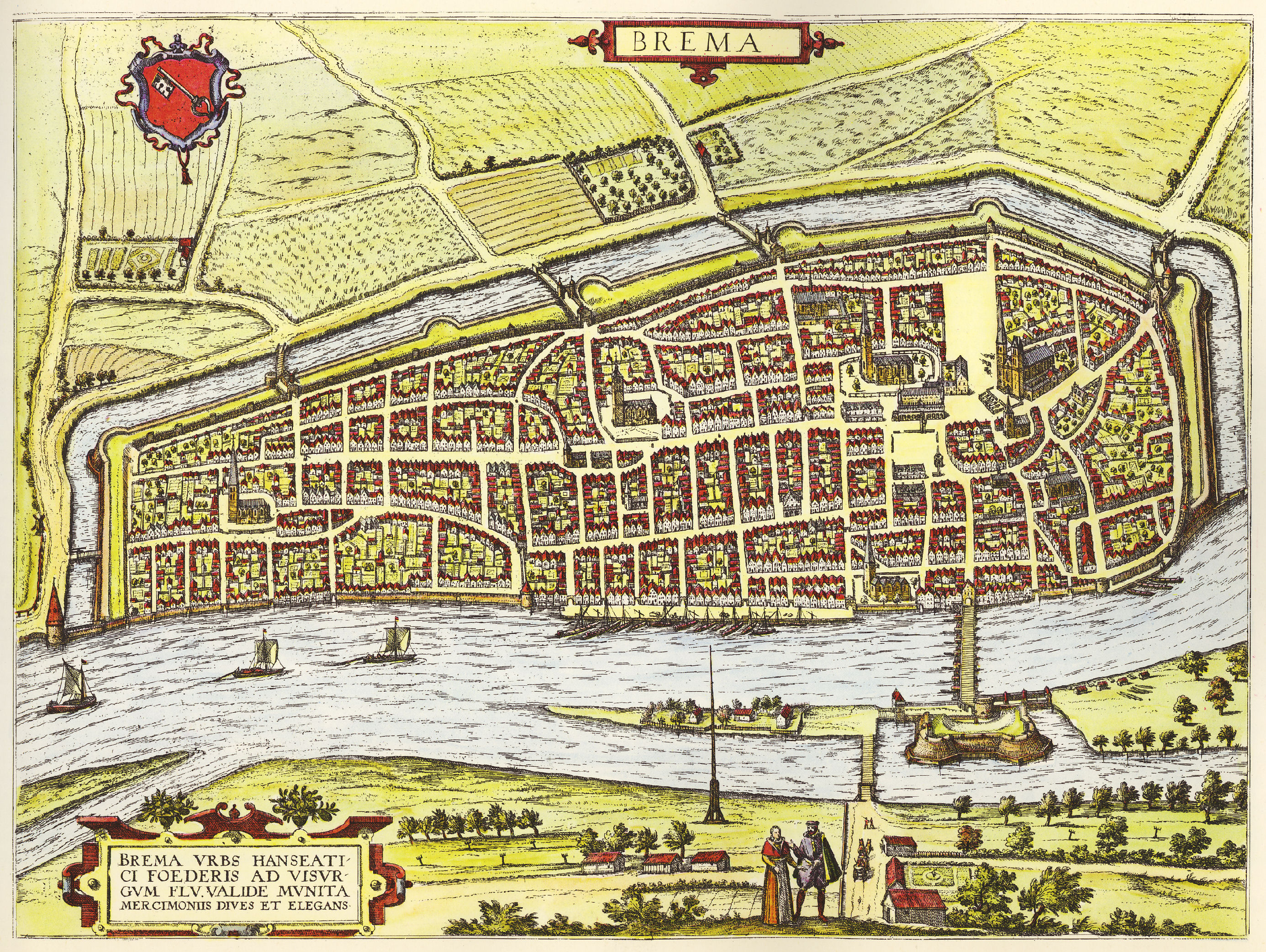
Бремен в начале XVII века

Расцвет Бремена начался с 845 года, когда он находился под управлением архиепископа Адальберта. Из «Северного Рима» разъезжались миссионеры в скандинавские страны. В 859 году город был разграблен Рёриком Ютландским. Городские стены, возведённые в IX веке для защиты от викингов, были перестроены в XI—XIII веках. Городское право получено в 1186 году.
В 1260 году Бремен присоединяется к Ганзейскому союзу. Ещё в XIV веке территория города вышла за пределы крепостной стены. Стремительное экономическое развитие позволяет ему освободиться от власти архиепископа и стать свободным городом. Символами этой свободы стали воздвигнутые на главной площади Роланд (1404 год) и здание ратуши (1409 год).
В 1522 году горожане примкнули к Реформации. По Вестфальскому миру 1648 года Бремен-Ферден перешёл под власть шведов, однако патрициат, уплатив императору 100 000 флоринов, получил от него привилегии непосредственного имперского владения. Королева Кристина формально считалась герцогом Бремена, но фактически власть в городе сохранил патрициат. В 1654 и 1666 годах шведы предприняли попытки взять город силой (см. Первая бременская война, Вторая бременская война). Осада города фельдмаршалом Врангелем не принесла плодов, однако город вынужден был уступить шведам права на устье Везера. В 1733 и 1741 годах последовали аналогичные соглашения с курфюрстом Ганновера, по которому загородные владения вновь сократились.
В 1810 году Наполеон I объявил «свободный ганзейский город Бремен» административным центром французского департамента Низовье Везера. Примерно в то же время были разобраны средневековые стены города, на месте которых разбили бульвары. В 1813 году Бремен был взят союзниками и на Венском конгрессе признан вольным городом Германского союза. По договору 1856 года для Бремена были установлены особые таможенные правила, и в 1888 году город вошел в состав германского таможенного района. В 1866 году войска Бремена принимали участие в походах австрийской армии, а после образования Германской империи Бремен вошел в её состав в качестве самостоятельного вольного города с республиканской системой самоуправления.
В конце XIX века Бремен быстро рос благодаря колониальной экспансии Германии, так как через него шла торговля с заморскими колониями. Именно здесь был открыт в 1887 году этнографический Музей заморских стран. В это время в городе преобладала жилая застройка блоками (Bremer Haus), что крайне нетипично для Германии. В 1885 году закончено возведение 80-метровой церкви памяти бургомистра Шмидта (нем. Bürgermeister-Smidt-Gedächtniskirche). В январе-феврале 1919 года власть в городе принадлежала Бременской советской республике. В «золотые двадцатые» было налажено производство самолётов (Focke-Wulf) и автомобилей (Borgward). Налёты союзников в 1944—1945 годах уничтожили приблизительно 60 % городской застройки.

## Герб

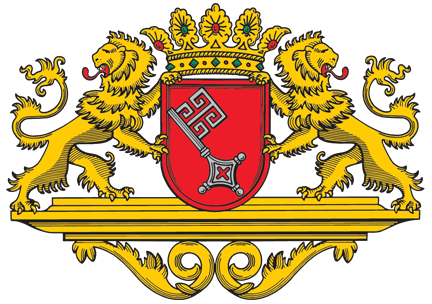
Большой герб Бремена

На красном полотне герба города Бремена находится лежащий наискосок, повёрнутый бородкой вверх серебряный ключ, выполненный в готической форме («Бременский ключ»). На щите можно увидеть золотую корону с пятью зубцами в форме листьев, под которой — украшенная драгоценными камнями диадема (средний герб). На малом же гербе изображён только ключ, без короны. На большом гербе к тому же находится консоль и лентовидный пьедестал, на котором и покоится щит. Щит передними лапами держат два льва, головы которых повёрнуты в противоположные стороны.
Ключ — это атрибут апостола Петра, покровителя Бременского кафедрального собора. Впервые он появляется как гербовый символ на клейме Бремена в 1366 году. С того времени форма ключа не раз менялась. В один из периодов на гербе города был изображён и сам апостол Пётр с крестом. Вид щита со временем также менялся. Изображение львов появилось на гербе в 1618 году. То, как сегодня выглядит герб, является его вариантом 1891 года.
В народной традиции в шутку говорится о связи гербов города Бремен с гербом города Гамбург, что «Гамбург — это ворота в мир, но ключ от них в Бремене».

## Климат
| Показатель                    | Янв.  | Фев.  | Март  | Апр. | Май  | Июнь | Июль | Авг. | Сен. | Окт. | Нояб. | Дек.  | Год   |
| ----------------------------- | ----- | ----- | ----- | ---- | ---- | ---- | ---- | ---- | ---- | ---- | ----- | ----- | ----- |
| Абсолютный максимум, °C       | 14,6  | 18,5  | 23,5  | 30,2 | 34,4 | 34,9 | 36,2 | 37,6 | 33,4 | 28,6 | 19,4  | 16,1  | 37,6  |
| Средний суточный максимум, °C | 4,2   | 5,0   | 8,8   | 13,7 | 18,0 | 20,4 | 23,0 | 22,7 | 18,7 | 13,7 | 8,2   | 4,6   | 13,4  |
| Средняя температура, °C       | 1,8   | 2,0   | 4,9   | 8,8  | 13,1 | 15,6 | 18,0 | 17,5 | 13,9 | 9,7  | 5,5   | 2,4   | 9,4   |
| Средний суточный минимум, °C  | −1    | −1    | 1,1   | 3,6  | 7,4  | 10,2 | 12,6 | 12,3 | 9,4  | 5,8  | 2,5   | −0,3  | 5,2   |
| Абсолютный минимум, °C        | −21,8 | −23,6 | −18,7 | −7,6 | −3,5 | 0,5  | 3,0  | 3,4  | −1,2 | −7,8 | −14,1 | −17,5 | −23,6 |
| Норма осадков, мм             | 59    | 41    | 53    | 40   | 54   | 67   | 75   | 69   | 63   | 60   | 57    | 59    | 696   |
| Источник: Погода и климат     |       |       |       |      |      |      |      |      |      |      |       |       |       |

## Достопримечательности

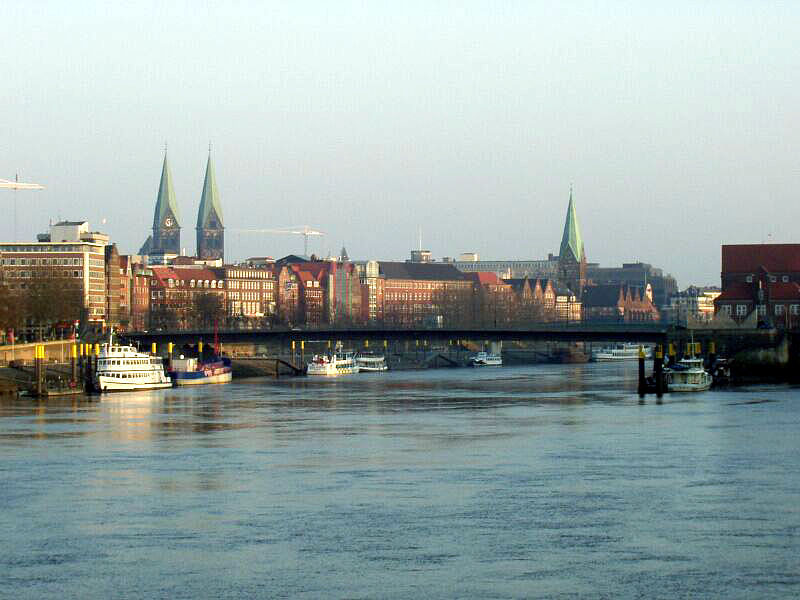
Вид на центр Бремена с реки Везер

Центром Бремена является Рыночная площадь XV века (Marktplatz) с двумя памятниками Всемирного наследия. Готическая ратуша, построенная в 1405—1410 годах, была переоформлена (как снаружи, так и внутри) в стиле везерского ренессанса в 1610—1612 годах. Второй поставленный под защиту ЮНЕСКО символ города и олицетворение его независимости — статуя Роланда (10,21 метра). Имперский орёл на щите даёт понять, что Бремен подчиняется только императору. Чудом уцелели на площади и средневековые особняки бюргеров. С правой стороны площади — послевоенное здание парламента, которое своими остросовременными формами контрастирует с исторической застройкой. Перед ратушей в 1951 году установлена скульптура знаменитых «Бременских музыкантов», которая даёт начало туристическому маршруту «Немецкая дорога сказок». Доминирует в ансамбле кирпичный (облицованный песчаником) собор Святого Петра (XI—XVI века) с парными 98-метровыми шпилями.
Довоенная застройка лучше всего сохранилась в районе Шнор. Здесь расположено много пивных и маленьких лавочек с безделушками. Помимо собора, в старой части города сохранились средневековые церкви Св. Стефана (XI век), Св. Мартина (XIII—XIV века), Девы Марии (XIII—XIV века) и церковь францисканского монастыря Св. Иоанна (около 1240). Церковь доминиканцев, или Св. Екатерины (1226), стоявшая после войны в руинах, была разобрана в 1960 году. К лучшим образцам везерского ренессанса принадлежат здание купеческой гильдии Шюттинг (1425, 1537-39, 1594), Весовая палата (1587) и торговый дом Essighaus (1618), практически уничтоженные в 1945 году.
Одна из самых знаменитых улиц Бремена — издревле заселённая ремесленниками Бёттхерштрассе (нем. Böttcherstraße (Bremen)), длиною в 100 метров, состоит всего из семи домов. В зданиях 1922—1931 годов постройки, представляющих кирпичный экспрессионизм, расположились ателье художников, звонница, три музея, галерея и театр.
На территории Бременского университета находится научный центр Универсум. Это музей науки, где каждый посетитель может сам потрогать и попробовать в действии примерно 250 экспонатов.
В центре Бремена (за железнодорожным вокзалом) расположен Городской парк (нем. Bürgerpark), где есть маленький зоопарк, в котором в загонах живут домашние животные: свиньи, утки, альпака, морские свинки.
Перед зданием Государственного парламента Бремена установлена необычная ёмкость для пожертвований. Она выглядит как круглая бронзовая крышка канализационного люка. Под щелью расположено стальное ведро. Когда монета попадает в щель крышки, звучит своеобразное «спасибо» от персонажей из сказки братьев Гримм: лай собаки, крик петуха, мяуканье кота или рёв осла. Звучание происходит при помощи фотоэлемента, который передает сигнал на триггер, затем интегральная микросхема запускает звучание одного из предварительно записанных голосов животных.
Бременская дыра (Бремер-Лох; нем. Bremer Loch) поддерживает благотворительные проекты и является идеей профессора и дизайнера Фитца Хаасе (нем. Fitz Haase), который придумал оригинальный способ сбора пожертвований, чтобы помочь благотворительной организации города. Начиная с 2007 года, когда был установлен люк, в него ежегодно сбрасываются от 12 000 до 17 000 евро. Многие посетители бросают одну монету за другой, чтобы услышать все голоса животных. Управление и распределение средств осуществляется благотворительным фондом Wilhelm Kaisen Bürgerhilfe (WKB), который направляет их для помощи инвалидам в разные организации и компании. Средства направляются на проекты по сопровождению больных и безнадёжно больных людей, на создание фан-парков, обслуживание детей-инвалидов в возрасте до трёх лет в детских садах, информационные сайты и прочую благотворительную помощь инвалидам.
6 июля 1932 года в Бремене был открыт Колониальный монумент. Много лет спустя его переосмыслили, и с 1989 года он называется Антиколониальным.

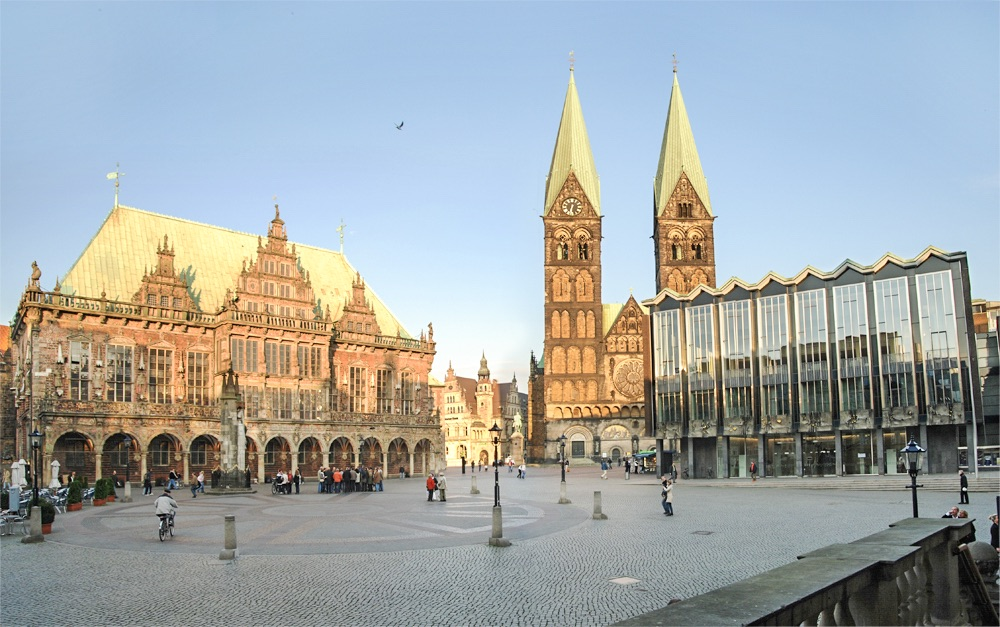
Городская ратуша, собор и здание городского парламента
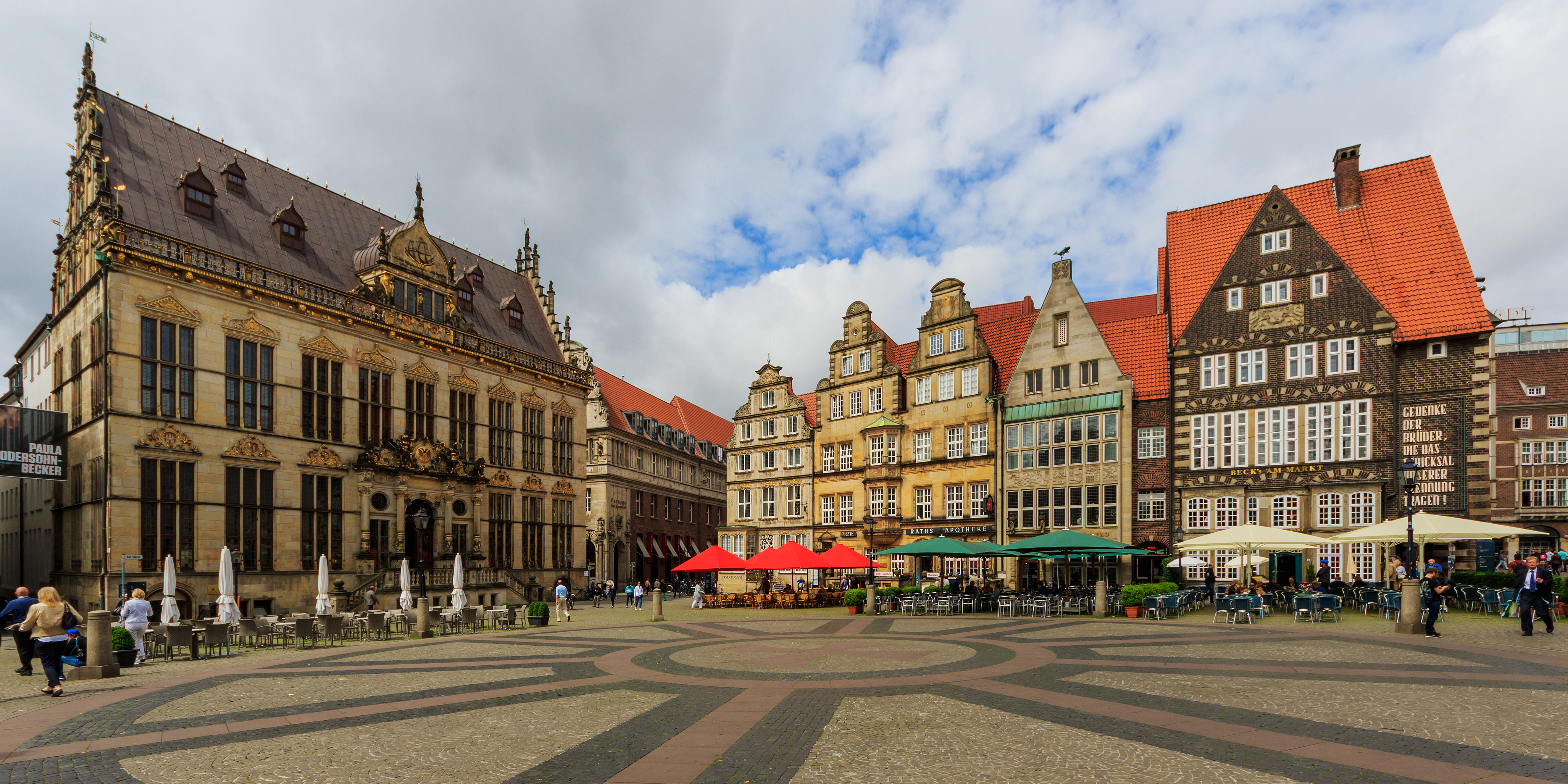
Марктплатц
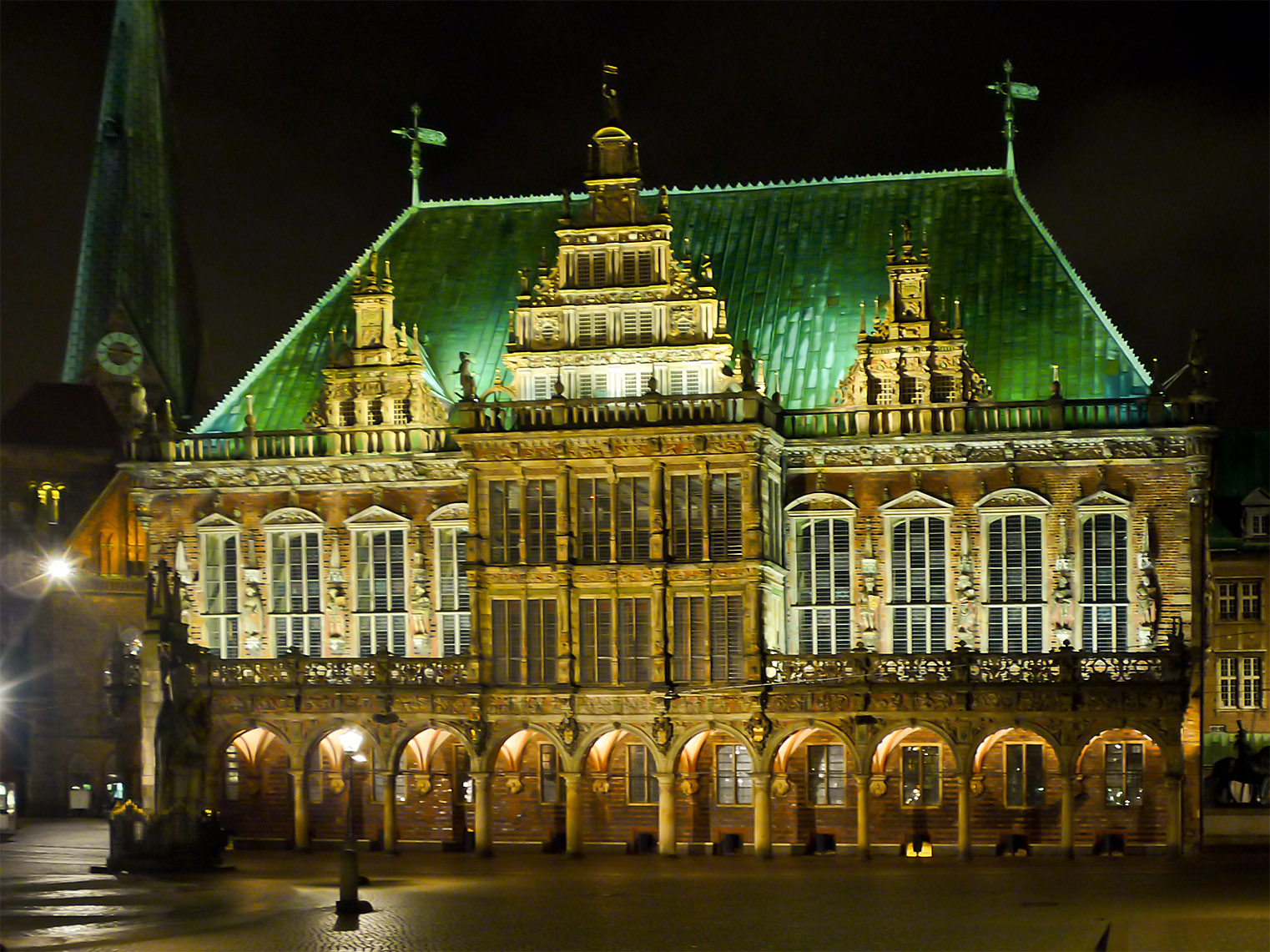
Ночная подсветка ратуши

## Экономика

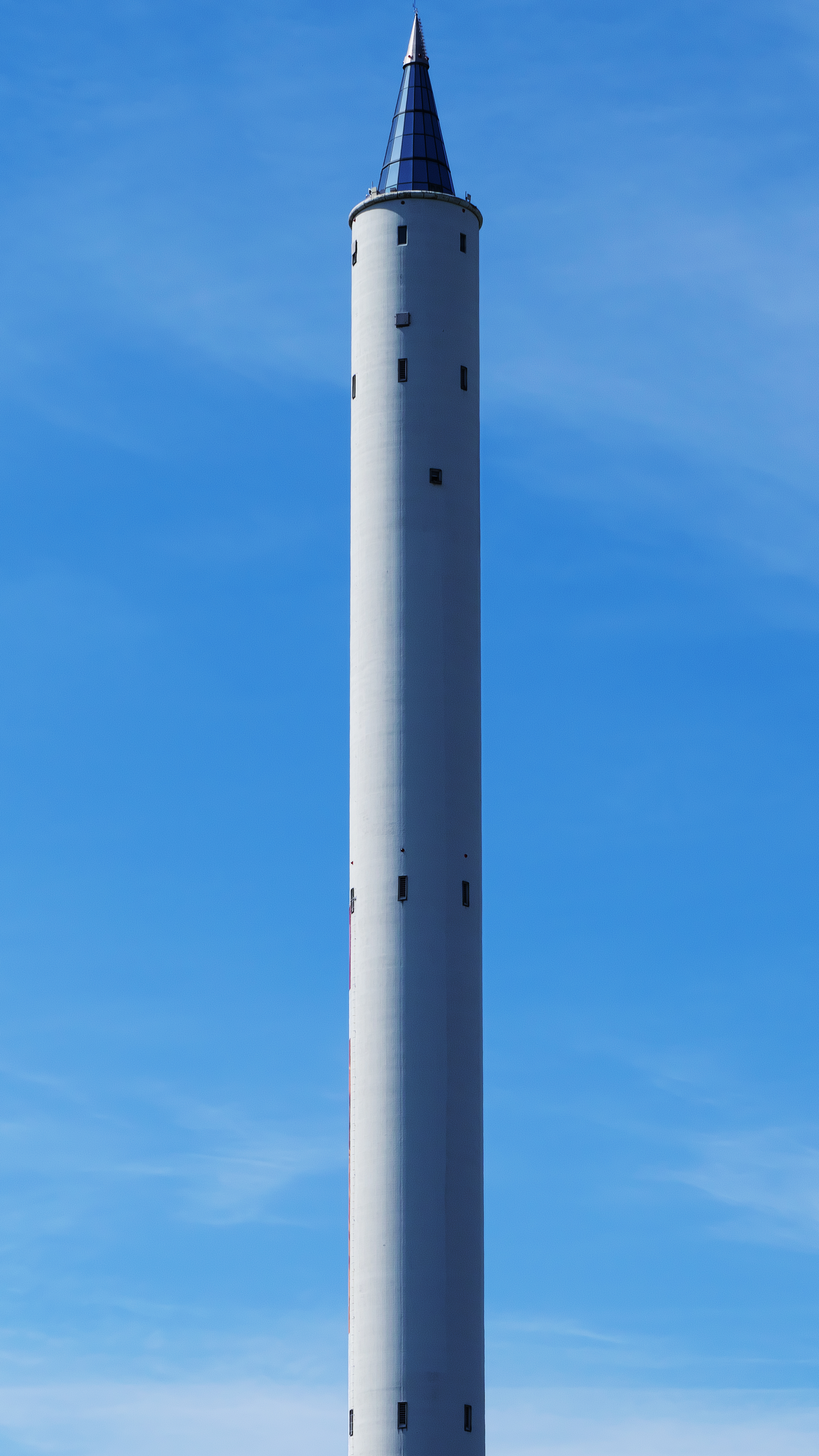
Башня для исследования состояния невесомости

В Бремене работают авиационные и ракетно-космические предприятия Airbus (второй по величине завод в Германии), EADS Astrium, OHB-System. Здесь расположен Mercedes-Benz-Werke Bremen (бывший Borgward), один из заводов концерна Daimler. В Бремене находятся штаб-квартиры производителя трубопроводной арматуры GESTRA AG, транспортной компании Hansa Mare Reederei.
Пищевая промышленность представлена выпускаемым с XIX века пивом Beck’s и шоколадом Hachez.
Во второй половине октября в Бремене проходит масштабная ярмарка Фраймаркт, которая считается старейшей на территории Германии.

## Транспорт
- В 3500 метрах от железнодорожного вокзала находится Бременский аэропорт.
- В 2010 году введена в эксплуатацию сеть лёгкого метро S-Bahn.

## Города-побратимы
- Гданьск (пол. Gdańsk), Польша (1976)
- Рига (латыш. Rīga), Латвия (1976)
- Далянь (кит. 大連), Китайская Народная Республика (1985)
- Росток (нем. Rostock), Германия (1987)
- Хайфа (ивр. חֵיפָה‎), Израиль (1988)
- Братислава (словац. Bratislava), Словакия (1989)
- Коринто (исп. Corinto), Никарагуа (1989)
- Самарканд (узб. Samarqand), Узбекистан
- Измир (тур. İzmir), Турция (1993)[11].
- Виндхук (англ. Windhoek), Намибия (2001)